# Myiagra ferrocyanea
Myiagra ferrocyanea là một loài chim trong họ Monarchidae.